# Saint-Pierre-de-Mézoargues
Saint-Pierre-de-Mézoargues is een gemeente in het Franse departement Bouches-du-Rhône (regio Provence-Alpes-Côte d'Azur) en telt 225 inwoners (1999). De plaats maakt deel uit van het arrondissement Arles.

## Geografie
De oppervlakte van Saint-Pierre-de-Mézoargues bedraagt 4,1 km², de bevolkingsdichtheid is 54,9 inwoners per km².
De onderstaande kaart toont de ligging van Saint-Pierre-de-Mézoargues met de belangrijkste infrastructuur en aangrenzende gemeenten.

## Demografie
Onderstaande figuur toont het verloop van het inwonertal (bron: INSEE-tellingen).
Vanwege een beveiligingsprobleem met de MediaWiki Graph-software is het momenteel niet mogelijk deze grafiek weer te geven. Zodra de software is bijgewerkt zal de grafiek vanzelf weer zichtbaar worden.
1. ↑  Populations de référence 2022.